# Deux Bonnes Pâtes

Deux Bonnes Pâtes (Due pezzi di pane) est un film italien réalisé par Sergio Citti, sorti en 1979.

## Fiche technique
- Titre original : Due pezzi di pane
- Réalisation : Sergio Citti
- Scénario : Sergio Citti et Guido Paradisi
- Photographie : Giuseppe Ruzzolini
- Musique : Alessandro Allesandroni
- Montage : Nino Baragli
- Décors : Luciano Ricceri et Enzo di Monte
- Costumes : Mario Ambrosino
- Son : Massimo Jaboni
- Assistants-réalisateur : Umberto Angelucci et Ninetto Davoli
- Direction de production : Paolo Vandini
- Production : Bruno Gallo, Gianfranco Piccioli et Mauro Berardi
- Pays d'origine : Italie
- Format : Coleur (Eastmancolor) - son stéréo
- Genre : Comédie dramatique
- Durée : 110 min
- Date de sortie : 25 avril 1979
- Affiche : Jouineau Bourduge (France)

## Distribution
- Vittorio Gassman : Pippo Mifà
- Philippe Noiret : Peppe Dorè
- Gigi Proietti : l'aubergiste
- Paolo Volponi : le juge
- Anna Melato : Lucia
- Alessandro La Torre : Piripichio
- Luigi Pezzotti
- Edoardo Di Jorio
- Tiberio Simmi
- Christiana Borghi
- Daniela Piperno
- Giorgio Martina
- Nicolas Barthe
- Hélène Chauvin